# Aubrey Feist
Aubrey Feist, né le 26 décembre 1903 en Angleterre à Norwich, dans le comté du Norfolk, et mort en 1976, est un romancier britannique. Il est connu pour la publication, dans les années 1950 et 1960, de romans d'aventures pour la jeunesse.

## Œuvre

### Romans
- Les Compagnons de l'aigle (Spread Eagle, 1952) 1re édition française : 1956, Paris, éditions Hachette, collection Bibliothèque verte no 281, traduction d'Alain Valière, illustrations de Jean Reschofsky, 256 p.Résumé : France, 1849, Deuxième République. Un jeune lieutenant britannique et son ami André de Marsac tentent de comprendre ce qui terrifie l'oncle de ce dernier. Il s'agit d'une société secrète, Les Compagnons de l'Aigle, dont les membres veulent restaurer l'Empire et y placer à sa tête le président Louis Napoléon Bonaparte.
- La Felouque rouge (High Barbary, 1950)1re édition française : 1957, Paris, éditions Éditions Spes, collection Jamboree no 31, traduction d'Alain Valière, illustrations de Pierre Maurin, 191 p.
- (en) The Lion of St. Mark : Venice: the story of a city from Attila to Napoleon, 1970Inédit en France
- (en) The Dagger and the Rose, 1961Inédit en France
- (en) Boy's Choice - A New Book of Stories, 1968Inédit en France
- (en) The Field of Waterloo, June 18, 1815, 1969Inédit en France
- (en) Italian Lakes, 1975Inédit en France
- (en) Key Men, 1937Inédit en France
- (en) The Eyes of St. Emlyn, 1938Inédit en France

### Nouvelles
- (en) Devilstone, 1928Parue dans le numéro d'octobre 1928 du magazine américain (en) Everybody's Magazine
- (en) House of Fire, 1931Parue dans le numéro d'octobre-novembre 1931 du magazine anglais Ghost Stories
- (en) The Golden Patio, 1932Parue dans le numéro de juin 1932 du magazine américain Strange Tales of Mystery and Terror

### Scénarios
- 1958 : Ivanhoé : épisode 28, Femmes en armes
- 1959 : Ivanhoé : épisode 39, Le Donjon du diable

### Pièces de théâtre
- (en) The Black Cabinet, 1947Inédit en France
- (en) Among Those Present, 1951Inédit en France
- (en) The Devil's Four Poster, 1953Inédit en France
- (en) Drums of deliverance, 1953Inédit en France
- (en) Crime at the Cedars, 1972Inédit en France

### Pièces radiophoniques
- (en) The Kingdom Of The Green, 1963
- (en) No Man's Land, 1964
- (en) Cavalcade To Cowdray, 1965
- (en) The Bells of Blandon, 1969
- (en) The Golden Salamander, 1970

## Sources
- (en) Liste des ouvrages sur Online Computer Library Center